# Cinekambiya International Film Festival
El Cinekambiya International Film Festival (CIFF) es un festival de cine anual realizado en Gambia. Fue fundado por Prince Bubacarr Aminata Sankanu en 2015 y desde entonces ha tenido tres ediciones. Cuenta con el apoyo de la organización cultural alemana FilmInitiativ Köln.

## Historia
Fue fundado en 2015 como un festival para películas realizadas en lenguas indígenas que no siempre se consideran en los festivales más importantes de Occidente. Dado que muchos cineastas africanos no pueden permitirse visitar festivales en otros continentes, el CIFF se creó para brindar una alternativa para exponer sus obras a audiencias nacionales e internacionales. Está organizado por Sanxaari, la productora de Prince Bubacarr Aminata Sankanu.
La primera edición del festival se realizó en el Global Hands Development Hub, Manduar, Región de la Costa Oeste  del 26 de diciembre de 2015 al 3 de enero de 2016. El gran patrocinador de la edición inaugural fue Isatou Touray, y el tema fue "Cine africano y valoración de género". Posteriormente, FilmInitiativ Köln, organización cultural alemana centrada en el cine africano, se comprometió a brindar apoyar en las futuras ediciones.
El tema de la segunda edición fue "El factor de la juventud" y el festival se realizó del 20 al 26 de mayo de 2016. También fue el marco inaugural de los Pan African Screen Awards (PASA). "El cine y los derechos a la verdad en la justicia transicional" fue el lema de la tercera edición celebrada del 25 al 30 de diciembre de 2017. Está edición se inauguró con una proyección de la producción de Sankanu, Bleeding Blade. Durante el festival se proyectaron más de 20 películas hechas en Gambia, así como producciones de Togo, Alemania e Irak.

### Ediciones
| Edición | Fecha                                             | Tema                                                           | Notas                                                |
| ------- | ------------------------------------------------- | -------------------------------------------------------------- | ---------------------------------------------------- |
| Primera | 26 de diciembre de 2015 - 3 de enero de 2016      | Cine africano y valoración de género                           | Isatou Touray como patrón.                           |
| Segunda | 20 de mayo de 2016 - 26 de mayo de 2016           | El factor juventud                                             | Se adjuntan los Premios Panafricanos de la Pantalla. |
| Tercera | 25 de diciembre de 2017 - 30 de diciembre de 2017 | El cine y los derechos a la verdad en la justicia transicional | Estreno de Bleeding Blade.                           |

## Pan African Screen Awards
Los Pan African Screen Awards (PASA) fueron fundados en 2008 por Sankanu, y la ceremonia tuvo lugar por primera vez durante el Festival de Cine Fuera de África 2008 en Alemania. El director nigeriano residente en Francia Newton Aduaka ganó el premio principal por su película de 2007 Ezra sobre la guerra civil de Sierra Leona. En 2016, los premios se adjuntaron al CIFF como resultado de la participación de Sankanu en ambos. En 2016, los PASA tenían 17 categorías.
- Mejor actor masculino
- Mejor actriz femenina
- Mejor comediante, teatro y pantalla
- Mejor Director
- Mejor director de fotografía
- Mejor guionista / dramaturgo
- Mejor largometraje
- Mejor documental
- Mejor grupo creativo
- Mejores servicios de producción / posproducción
- Mejor Mecenas Institucional de las Artes
- Mejor Mecenas de las Artes
- Mejor medio para las artes, cultura y entretenimiento
- Mejor reportero / escritor sobre arte, cultura y entretenimiento
- Mejor contenido de televisión
- Mejor Acción Humanitaria de Celebridades
- Premio a la vida